# Velomotors

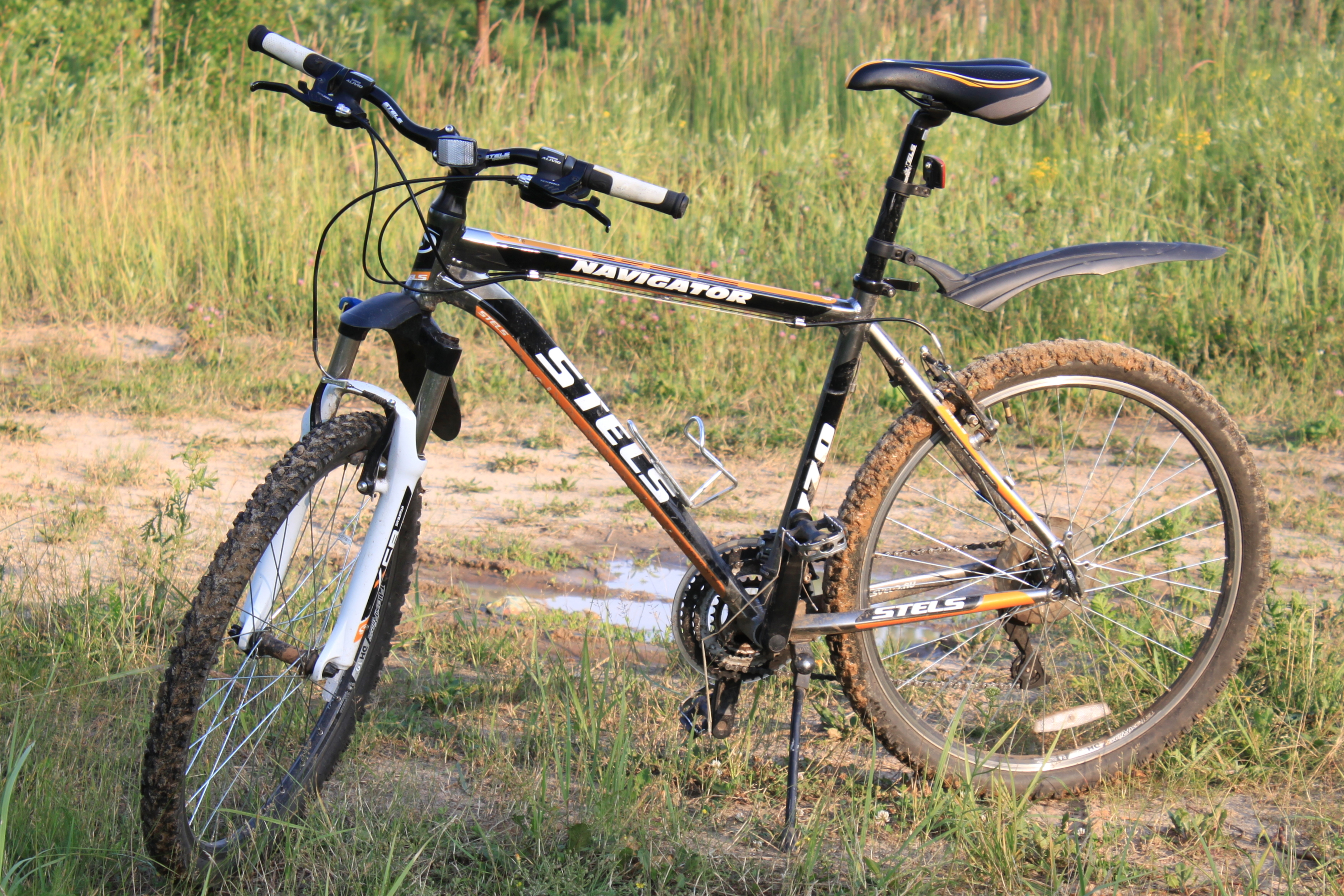
Велосипед Stels 770, 2012 року випуску

Холдінг «Веломоторс» («Velomotors») — російська машинобудівна компанія, великий виробник велосипедів, моторолерів, снігоходів і комплектуючих до них під торговою маркою STELS.

## Історія
Перший завод «Веломоторс» був побудований в Кубинці (Одинцовський район Московської області) в 2003 році.
Наприкінці 2006 року спільно з фірмою «Велотранс» був закладений другий завод в станиці Криловська Краснодарського краю. У 2008 році почалося будівництво третього заводу в Білоярському районі Свердловської області.
У 2009 році компанією налагоджено випуск квадроциклів за ліцензіями азійських компаній (Buyang, Kazuma і Dinli).

## Власники і керівництво
40 % статутного капіталу компанії належить Олександру Начевкину, 30 % — його брату Юрію Начевкину, і ще 30 % їх партнерові — Ігорю Іванову.

## Діяльність
Компанії належить три діючих заводи. Перший в підмосковній Кубинці площею понад 12 000 м². Для складання продукції використовуються автоматизовані конвеєрні лінії. Збірка коліс виконується за допомогою сучасних роботів. Другий в Станиці Криловска, Краснодарського краю площею 35 000 м². Третій в місті. Жуківка, Брянської області, 120 000  м² є найбільшим машинобудівним заводом по виробництву квадроциклів, мотовсюдиходів, снігоболотоходів та снігоходів.
У 2007 компанією було випущено 987 тис. одиниць техніки (включаючи велосипеди, моторолери) велосипедів під маркою STELS. Виручка «Веломоторса» в 2007 році склала 2,8 млрд руб. (у 2006 році — 2,1 млрд руб.).. У 2010 році, незважаючи на кризу, компанія виробила 1 млн 700 тис. велосипедів. Згідно з відомостями, котрі повідомлялися на офіційному сайті компанії, вона є найбільшим виробником велосипедів в Європі.
На заводах в Кубинці виготовляються обід та колеса для велосипедів і здійснюється збірка самих велосипедів з комплектуючих. Комплектуючі для велосипедів компанія закуповує в Китаї, Тайвані. Рами для більшості моделей квадроциклів, велосипедів, що випускаються «Веломоторс», виробляються на заводі в Жуківці (Брянській області), також запущена лінія з виробництва пластику і алюмінієвих деталей двигуна і підвіски. За повідомленням журналу «Моторев'ю», «Веломоторс» випустив квадроцикл власної розробки в 2014 році. Нова модель квадроцикла отримала назву STELS ATV 600 LEOPARD. З 2013 року компанія виробляє снігохід Stels S800 Росомаха власної розробки з чотиритактним двигуном рідинного охолодження і одиночною гусеницею шириною 60 см. Навесні 2015 року завод розташований у місті Жуківка Брянської області почав випуск нової моделі потужного квадроцикла STELS ATV GUEPARD 650 / 800 / 850см³ і снігоходи STELS VIKING 600 з двотактним двигуном . У ЗМІ у 2014 і 2015 роках з'явилося багато інформації про нову мототехніку та постачання її в Російську Армію. З 2015р компанія почала продажі своєї продукції в країни Євросоюзу і активно бере участь у Міжнародних мотосалонах.